# Philobota perpetua
Philobota perpetua is een vlinder uit de familie van de sikkelmotten (Oecophoridae). De wetenschappelijke naam van de soort werd in 1931 als Eulechria perpetua gepubliceerd door Edward Meyrick.